# Iglesia de la Veracruz (Santiago de Chile)
La Iglesia de la Veracruz es un templo católico ubicado en el barrio Lastarria del centro de la ciudad de Santiago, Chile; fue declarado Monumento Histórico en 1983. Fue diseñada por el arquitecto Claude Brunet de Baines, creador de la Escuela de Arquitectura de la Universidad de Chile. Fue gravemente dañada producto de un incendio perpetrado por encapuchados durante el Estallido social de 2019

## Historia y características
A comienzos del siglo XIX, en el callejón de Mesías, actual calle José Victorino Lastarria, se encontraba la casa de adobe y tejas de la familia Barril, originaria de Valdivia. Quizá debido a esto último, surgió la idea equivocada de que el inmueble había pertenecido al conquistador Pedro de Valdivia, por lo que comenzó a ser llamada el palacio de Pedro de Valdivia.
Hacia 1847, Salvador de Tavira, encargado de negocios de España, propuso preservar el lugar en donde habría vivido el conquistador de Chile con la construcción de una iglesia recordatoria del primer gobernador del país. La proposición que tenía como objetivo estrechar vínculos entre ambos países, fue recibida con entusiasmo, especialmente por parte del intendente de Santiago, coronel Francisco Ángel Ramírez, y por el arzobispo Rafael Valentín Valdivieso.

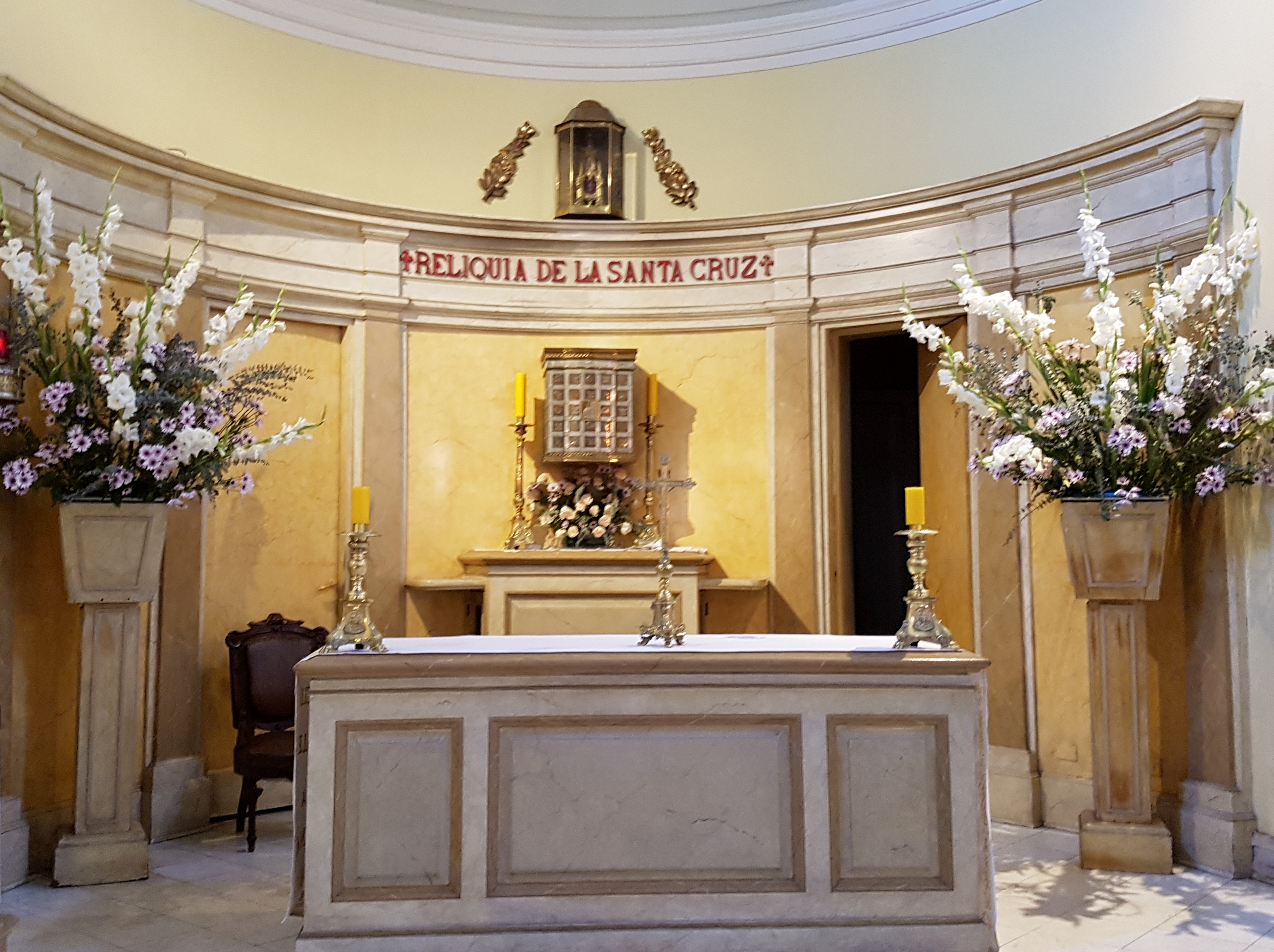
Altar con reliquia de la Santa Cruz.

Los trabajos para materializar esta idea con la edificación de un templo dedicado al fundador de Santiago en el sitio donde habría habitado comenzaron en 1852 bajo la dirección del arquitecto Claudio Brunet de Baines. A la muerte de Brunet de Baines en 1855 la obra la continuó el arquitecto Fermín Vivaceta; fue inaugurada durante las Fiestas Patrias y finalmente concluida en 1857.
Comenzó su construcción el año 1852 gracias a la iniciativa de Salvador Tavira de preservar el lugar en donde habría vivido Pedro de Valdivia con la construcción de una iglesia recordatoria del conquistador.
La iglesia recibió el nombre de la Veracruz en recuerdo de la llegada del cristianismo al continente, ya que el primer altar en América fue levantado un Viernes Santo, día en que se rinde culto especial al madero santo en el que fue crucificado Jesús. En su presbiterio, justo encima del sagrario, hay un relicario que contiene reliquias de la Santa Cruz que, según la tradición cristiana, fue hallada en Jerusalén por la emperatriz Helena de Constantinopla (fue canonizada en el siglo IX; los católicos veneran a santa Elena el 18 de agosto, los ortodoxos, el 21 de mayo); los fragmentos mayores de esta cruz se conservan en la Basílica de la Santa Cruz de Jerusalén en Roma.
Esta iglesia es de estilo neoclásico, con una sola nave techada a dos aguas; el motivo del arco de triunfo aparece representado en su fachada. La portada destaca por las columnas dóricas que enmarcan el vano del ingreso; el gran arco abovedado sobre ellas; y el frontón triangular que la remata. Sobre el ático que corona la fachada se levanta la espadaña, cuyo vano bíforo aloja las 2 campanas.
En el interior, la nave es muy simple, en tonos ocres, con vitrales en tono ámbar y blanco. La nave remata en un ábside de semicúpula. En el arco superior del ábside hay un monograma con las letras P y V entrelazadas, en memoria de don Pedro de Valdivia. Bajo este arco, un vitral muestra una paloma blanca en un halo de luz, símbolo del Espíritu Santo. Colgando del techo del ábside, justo sobre el altar, se encuentra el Cristo que el rey de España donó a los mercedarios en el siglo XVI. Junto al altar, acompañando el sagrario, hay dos ángeles adoradores, de antigua factura, y junto a estos, dos lápidas sepulcrales. Al costado izquierdo del presbiterio, hay una imagen de la Virgen del Carmen, y a su derecha una imagen de San José. Tiene también una imagen y una reliquia de San Josemaría Escrivá de Balaguer —fundador del Opus Dei y de su Sociedad Sacerdotal de la Santa Cruz, que fue la administradora de la parroquia de la Vera Cruz hasta 2017—, así como imágenes de san Antonio de Padua, santo cura de Ars, Santa Teresa de Los Andes y de otros santos. El Vía Crucis a lo largo de la nave, es reproducción del que se encuentra en la iglesia prelaticia Santa María de la Paz, sede central del Opus Dei en Roma. Sobre él, algunos cuadros que reproducen óleos y sobrerrelieves que se encuentran en el Santuario de Torreciudad, en España.
El 29 de junio de 1983 fue declarada Monumento Histórico por el decreto n.º 616 del Ministerio de Educacióny pasó a formar parte de la Zona Típica Mulato Gil de Castro el 21 de febrero de 1996, ampliada a Zona Típica y Pintoresca del Barrio Santa Lucía - Mulato Gil de Castro - Parque Forestal el 7 de julio de 1998.
El 12 de noviembre de 2019, en el marco de las protestas realizadas en el país, la iglesia sufrió ataque incendiario producido por manifestantes encapuchados que afectó el frontis y el interior de la construcción, además de algunas estatuas y bancas, dañando gravemente el interior de la histórica iglesia.En el mes de marzo de 2024, luego de cuatro años cerrado, el recinto abrió sus puertas para celebrar la misa de Semana Santa, recibiendo a los feligreses con un interior completamente quemado pero sin daños estructurales. En agosto del 2024 se anunció el inicio a las obras de restauración del inmueble patrimonial.